# Grigor Yeghiazaryan
Grigor Yeghiazaryan (arménien : Գրիգոր Եղիազարյան ; 8 décembre 1908 (calendrier julien - 	
21 décembre 1908 (calendrier grégorien) - 4 novembre 1988 est un compositeur arménien. 

## Biographie
Grigor Yeghiazaryan naît le 8 décembre 1908 à Blur, Gouvernement d'Erevan, Empire russe (maintenant en Turquie). En 1935, Yeghiazaryan est diplômé du Conservatoire Tchaïkovski de Moscou avec Nikolai Myaskovsky. De 1936 à 1938, il est maître de conférences et il est également  chef de la section de formation du Collège de musique de Leninakan. Après 1938, il vit à Erevan et donne des cours au collège de musique et au Conservatoire Komitas d'Erevan ; parmi ses élèves figure la compositrice arménienne Geghouni Tchittchian. Il est le chef des classes de composition et il est nommé professeur en 1959. 
De 1952 à 1955, il est président de l'Union arménienne des compositeurs. De 1954 à 1960, il est recteur au Conservatoire d'État d'Erevan Komitas. Il reçoit la distinction d'Artiste du peuple de l'URSS en 1971. Il meurt le 4 novembre 1988 à Erevan, en Arménie.